# Фуджи Спийдуей
Фуджи Спийдуей (на японски: 富士スピードウェイ, Fuji Supīdowei) е писта за провеждане на автомобилни и мотоциклетни състезания, намираща се в Шидзуока, Япония.

## Победители във Формула 1
| Сезон | Пилот           | Конструктор       | Писта | Статистика |
| ----- | --------------- | ----------------- | ----- | ---------- |
| 2008  | Фернандо Алонсо | Рено              | Фуджи | Статистика |
| 2007  | Луис Хамилтън   | Макларън-Мерцедес | Фуджи | Статистика |
| 1977  | Джеймс Хънт     | Макларън-Форд     | Фуджи | Статистика |
| 1976  | Марио Андрети   | Лотус-Форд        | Фуджи | Статистика |